# Innerleithen
Innerleithen är en ort i Storbritannien.   Den ligger i kommunen Scottish Borders och riksdelen Skottland, i den centrala delen av landet, 500 km norr om huvudstaden London. Innerleithen ligger 148 meter över havet och antalet invånare är 2 591.
Terrängen runt Innerleithen är huvudsakligen lite kuperad. Innerleithen ligger nere i en dal. Runt Innerleithen är det glesbefolkat, med 13 invånare per kvadratkilometer. Närmaste större samhälle är Peebles, 8,7 km väster om Innerleithen. I omgivningarna runt Innerleithen växer i huvudsak blandskog.